# محطة رينغالز للطاقة النووية

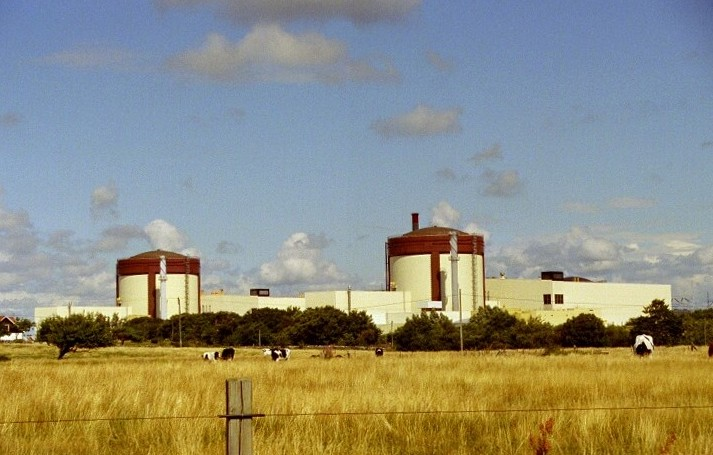
محطة رينغالز للطاقة النووية

محطة رينغالز للطاقة النووية هي محطة سويدية للطاقة النووية تحتوي على 4 مفاعلات، مفاعل ماء مغلي واحد وثلاثة مفاعلات الماء المضغوط.

## نبذة
تعد المحطة حوالي 65 كم جنوب غوتنبرغ. بإجمالي الطاقة الإجمالية 3955 ميجاوات، فهي أكبر محطة كهرباء في السويد وتولد 23 تيراواط في الساعة من الكهرباء سنويًا، أي ما يعادل 15٪ من استخدام الطاقة الكهربائية في السويد.